# Kanton Brioude
 Brioude is een kanton van het Franse departement Haute-Loire. Het kanton maakt deel uit van het arrondissement  Brioude .

In 2019 telde het 13.225 inwoners.

Het kanton werd gevormd ingevolge het decreet van 17 februari 2014 met uitwerking op 22 maart 2015, met Brioude als hoofdplaats.

## Gemeenten
Het kanton omvat volgende gemeenten : 
- Beaumont
- Bournoncle-Saint-Pierre
- Brioude
- Chaniat
- Cohade
- Fontannes
- Lamothe
- Lavaudieu
- Paulhac
- Saint-Géron
- Saint-Laurent-Chabreuges
- Vieille-Brioude